# 시호미 에츠코
시호미 에츠코(Etsuko Shihomi, 1955년 10월 29일 ~ )는 일본의 배우, 가수, 스턴트 배우이다.
오카야마시에서 태어났다.

## 영화
- 아타미 살인사건 (1986년)
- 남자는 괴로워 37 (1986년) - 미호 역
- 2대 두목은 크리스찬 (1985년)
- 상하이 반스킹 (1984년)
- 사토미 핫켄덴 (1983년)
- 전교생 (1982년)
- 월광가면 (1981년)
- 카마타 행진곡 (1981년)
- 킨다이치 코스케의 모험 (1979년)
- 유생일족의 음모 (1978년)
- 우주로부터 온 메시지 (1978년)
- 눈 속의 방문자 (1977년)
- 저격십삼 (1977년)
- 신칸센 대폭파 (1975년)